# Valeri Tijonenko
Valeri Tijonenko (ruso: Вале́рий Тихоне́нко) (nacido el 19 de agosto de 1964 en Angren, Unión Soviética, actualmente Uzbekistán) es un exjugador profesional de baloncesto ruso. Mide 2,07 metros.

## Biografía
Jugador de gran clase, buen manejo de balón y capaz de anotar desde media o larga distancia. Muy fiable desde la línea de personal, donde consiguió un 91% en la ACB en la temporada 92-93. Desarrolló toda su carrera como jugador en la Unión Soviética y Rusia, excepto un lapso de tres años en España (1990-93). 
Fue escogido en el draft por los Atlanta Hawks en 1986, en el puesto 157, pero nunca jugó en la NBA.
Valeri Tijonenko fue uno de los artífices de la victoria de la Selección de baloncesto de la Unión Soviética en los Juegos Olímpicos de Seúl 1988. Además ganó el Eurobasket de Alemania 1985 y consiguió tres medallas de plata, en los Campeonatos del Mundo de 1986, 1990 y 1998.
También disputó la Copa Saporta en dos ocasiones con el CSKA de Moscú, la Copa Korac en cuatro ocasiones, la NEBL (liga europea del norte) y en tres ocasiones la Euroliga.
En la actualidad es el presidente del equipo más importante de Kazajistán, el B.C. Astana.

## Equipos
- 1984-1985:  SKA Alma Ata
- 1985-1987:  CSKA Moscú
- 1987-1990: SKA Alma Ata
- 1990-1991:  Fórum Filatélico de Valladolid
- 1991-1992:  CB Unicaja de Ronda
- 1992-1993:  Argal Huesca
- 1993-1994: Spartak Moscú
- 1994-1997:  VVS Samara
- 1997-2000:  CSKA Moscú